# بياريتز
بياريتز هي بلدة فرنسية تقع في إقليم البرانس الأطلسية ومنطقة أكيتان، و على بُعد 50 كيلومتر من المدينة الإسبانية سان سيباستيان، هذا المنتجع هو واحد من أعرق سواحل المحيط الأطلسى الفرنسى.
المحيط، وأمواجه القوية، جعلا من بياريتز بقعة للركمجة معروفة في جميع أنحاء العالم.

## المناخ
يظهر الجدول التالي التغييرات المناخية على مدار السنة لبياريتز:
| البيانات المناخية لـبياريتز                                   | البيانات المناخية لـبياريتز | البيانات المناخية لـبياريتز | البيانات المناخية لـبياريتز | البيانات المناخية لـبياريتز | البيانات المناخية لـبياريتز | البيانات المناخية لـبياريتز | البيانات المناخية لـبياريتز | البيانات المناخية لـبياريتز | البيانات المناخية لـبياريتز | البيانات المناخية لـبياريتز | البيانات المناخية لـبياريتز | البيانات المناخية لـبياريتز | البيانات المناخية لـبياريتز |
| الشهر                                                         | يناير                       | فبراير                      | مارس                        | أبريل                       | مايو                        | يونيو                       | يوليو                       | أغسطس                       | سبتمبر                      | أكتوبر                      | نوفمبر                      | ديسمبر                      | المعدل السنوي               |
| ------------------------------------------------------------- | --------------------------- | --------------------------- | --------------------------- | --------------------------- | --------------------------- | --------------------------- | --------------------------- | --------------------------- | --------------------------- | --------------------------- | --------------------------- | --------------------------- | --------------------------- |
| الدرجة القصوى °م (°ف)                                         | 23.4 (74.1)                 | 28.9 (84.0)                 | 29.7 (85.5)                 | 32.1 (89.8)                 | 34.8 (94.6)                 | 39.2 (102.6)                | 39.8 (103.6)                | 40.6 (105.1)                | 37.0 (98.6)                 | 32.2 (90.0)                 | 27.8 (82.0)                 | 25.1 (77.2)                 | 40.6 (105.1)                |
| متوسط درجة الحرارة الكبرى °م (°ف)                             | 12.0 (53.6)                 | 12.8 (55.0)                 | 15.0 (59.0)                 | 16.2 (61.2)                 | 19.6 (67.3)                 | 22.1 (71.8)                 | 24.1 (75.4)                 | 24.7 (76.5)                 | 23.2 (73.8)                 | 20.0 (68.0)                 | 15.1 (59.2)                 | 12.5 (54.5)                 | 18.1 (64.6)                 |
| المتوسط اليومي °م (°ف)                                        | 8.4 (47.1)                  | 8.9 (48.0)                  | 11.0 (51.8)                 | 12.4 (54.3)                 | 15.6 (60.1)                 | 18.3 (64.9)                 | 20.4 (68.7)                 | 20.8 (69.4)                 | 18.8 (65.8)                 | 16.0 (60.8)                 | 11.4 (52.5)                 | 9.0 (48.2)                  | 14.3 (57.7)                 |
| متوسط درجة الحرارة الصغرى °م (°ف)                             | 4.8 (40.6)                  | 5.0 (41.0)                  | 7.0 (44.6)                  | 8.5 (47.3)                  | 11.6 (52.9)                 | 14.6 (58.3)                 | 16.7 (62.1)                 | 17.0 (62.6)                 | 14.5 (58.1)                 | 11.9 (53.4)                 | 7.7 (45.9)                  | 5.5 (41.9)                  | 10.4 (50.7)                 |
| أدنى درجة حرارة °م (°ف)                                       | −12.7 (9.1)                 | −11.5 (11.3)                | −7.2 (19.0)                 | −1.3 (29.7)                 | 3.3 (37.9)                  | 5.3 (41.5)                  | 9.2 (48.6)                  | 8.6 (47.5)                  | 5.3 (41.5)                  | −0.6 (30.9)                 | −5.7 (21.7)                 | −8.9 (16.0)                 | −12.7 (9.1)                 |
| الهطول مم (إنش)                                               | 128.8 (5.07)                | 111.5 (4.39)                | 103.5 (4.07)                | 129.7 (5.11)                | 113.9 (4.48)                | 87.8 (3.46)                 | 69.3 (2.73)                 | 98.4 (3.87)                 | 119.6 (4.71)                | 152.1 (5.99)                | 185.9 (7.32)                | 150.4 (5.92)                | 1٬450٫9 (57.12)             |
| متوسط أيام هطول الأمطار (≥ 1 mm)                              | 13.4                        | 12.0                        | 11.9                        | 13.6                        | 12.9                        | 10.4                        | 8.8                         | 9.6                         | 9.7                         | 12.5                        | 13.0                        | 12.6                        | 140.5                       |
| متوسط الأيام المثلجة                                          | 0.8                         | 1.0                         | 0.3                         | 0.1                         | 0.0                         | 0.0                         | 0.0                         | 0.0                         | 0.0                         | 0.0                         | 0.3                         | 0.5                         | 3.0                         |
| متوسط الرطوبة النسبية (%)                                     | 77                          | 75                          | 73                          | 77                          | 78                          | 81                          | 80                          | 81                          | 80                          | 78                          | 79                          | 78                          | 78.1                        |
| ساعات سطوع الشمس الشهرية                                      | 100.2                       | 114.1                       | 164.4                       | 169.4                       | 193.7                       | 203.3                       | 209.0                       | 206.8                       | 192.8                       | 141.7                       | 103.8                       | 88.3                        | 1٬887٫3                     |
| المصدر #1: Météo France                                       |                             |                             |                             |                             |                             |                             |                             |                             |                             |                             |                             |                             |                             |
| المصدر #2: Infoclimat.fr (humidity and snowy days, 1961–1990) |                             |                             |                             |                             |                             |                             |                             |                             |                             |                             |                             |                             |                             |

## توأمة
لبياريتز اتفاقيات توأمة مع كل من:
- كاشكايش
- شريش
- إيكسل
- سرقسطة
- مار دل بلاتا
- أوغستا

## أعلام
- فرانسيسكو ليون دي لا بارا
- ماريانو أندريو
- فيليب دريفوس
- لويس شيلدون
- ماريا بيا دي الصقليتين
- جان بورترا
- إلياس، دوق بارما
- تيدي توماس
- جان لافيت
- قاي بيتي